# Elevenszülő fogaspontyfélék
Az elevenszülő fogaspontyfélék (Poeciliidae) a csontos halak (Osteichthyes) osztályába és a fogaspontyalakúak (Cyprinodontiformes) rendjébe tartozó család.
Genetikai változékonyságuk folytán a vadon élő populációkban is sokféle helyi törzsalakjuk alakult ki. Eredetileg a trópusi és szubtrópusi Amerikában őshonosak, de számos fajt Európába, Ázsiába és Afrikába is betelepítettek a különféle szúnyoglárvák, köztük a maláriaszúnyog elleni biológiai védekezés éerdekébóle. Édesvízi és brakkvízi (édesvízzel keveredő tengeri) fajaik is vannak, néhol tömegesen fordulnak elő. Pontyfélékre emlékeztetnek, de garatfoguk és oldalvonaluk nincs. Csak lágy úszósugaraik vannak. A hímek mindig kisebbek a nőstényeknél. Belső megtermékenyítésűek, a hím farokalatti úszójának 3., 4. és 5. úszósugara gonopódiummá módosult. Az 1–3 másodpercig tartó, villanásszerű párzást jellegzetes nászjáték előzi meg. Elevenszülők, egy megtermékenyítés után a nőstény többször is szülhet. A nőstény korától és fiziológiai állapotától függően egyszerre 10–100  kishal születhet. Könnyű tarthatóságuk és szaporaságuk miatt kedvelt akváriumi halak, de az etológiai, genetikai, élettani, toxikológiai vizsgálatoknak is gyakori alanyai.

## Rendszerezésük
A családba az alábbi alcsaládok és nemek  tartoznak.

### Aplocheilichthyinae
Az Aplocheilichthyinae (Myers, 1928) alcsaládba az alábbi nemek tartoznak:
- Aplocheilichthys
- Hylopanchax
- Laciris
- Lacustricola
- Poropanchax

### Poeciliinae
A Poeciliinae (Bonaparte, 1831) alcsaládba az alábbi nemek tartoznak:
- Tomeurini (Tribus)(Eigenmann, 1912)
  - Tomeurus
- Alfarini (Hubbs, 1924)
  - Alfaro
- Brachyrhaphini
  - Brachyrhaphis
- Priapichthyini
  - Priapichthys
- Priapellini (Ghedotti, 2000)
  - Priapella
- Heterandriini (Hubbs, 1924)
  - Heterandria
- Gambusiini (Gill, 1893)
  - Gambusia
  - Belonesox
  - Neoheterandria
  - Scolichthys
  - Pseudopoecilia
- Poeciliini (Bonaparte, 1831)
  - Poecilia
  - Quintana
  - Carlhubbsia
  - Limia
  - Xiphophorus
  - Xenodexia
  - Pamphorichthys
  - Micropoecilia
- Girardinini (Hubbs, 1924)
  - Girardinus
  - Poeciliopsis
  - Xenophallus
  - Phalloptychus
  - Phallichthys
- Cnesterodontini (Hubbs, 1924)
  - Cnesterodon
  - Phalloceros
  - Phallotorynus

### Procatopodinae
A Procatopodinae (Fowler, 1916) alcsaládba az alábbi nemek tartoznak:
- Cynopanchax
- Fluviphylax
- Hypsopanchax
- Lamprichthys
- Micropanchax
- Pantanodon
- Plataplochilus
- Procatopus

## Szaporodásuk
Jóllehet e halak szaporodását a szakzsargon eleventojó életnódnak nevezi, ez a szóhasználat a köznapi szóhasználatban nem hangzik jól. Így maradt a szakszerűtlen, de a jobban hangzó ál-elevenszülő elnevezés. Bizonyított tény, hogy az eleventojó fajok az ikrázó halfajoktól leszármazó, azoknál fiatalabb létformák. A hím által megtermékenyített peték a nőstény petefészek-vezetékének üregében fejlődnek ki. A peteburok által védett embrió az anya testében ugyanazokon az egyedfejlődési fokozatokon halad át, mint az ikrázó (ovipar) halfajoknál, annyi különbséggel, hogy a halembriókat semmilyen külvilági veszély nem fenyegeti. Ha eljön a szülés ideje, az anya kitolja az érett petéket (ikrákat). A belső nyomástól feszülő ikraburok a szülés pillanatában szétreped, és a kis halivadék a szülőcsatornából a szó szoros értelmében, általában farokkal előre, kilökődik az anya testéből. Ez hívják ál-elevenszülésnek (ovovivipar).
Egészen másképpen fejlődnek a fogaspontyalakúak (Cyprinodontiformes) rendjében a négyszemű halfélék Anablepidaecsaládjához tartozó és ugyancsak elevenszülő Jenynsiinae alcsalád embriói. Náluk az embriók a peteburokban  a tápanyagokat a petefészek-vezeték az embrió kezdetleges kopoltyúnyúlványaival összekötött szövetnyúlványain kapják. A szüléskor az anya testét már teljesen kifejlett és peteburok nélküli ivadékok hagyják el. A "placentát" később az anya feléli. Ez az igazi elevenszülés, a halak legfejlettebb szaporodási formája (vivipar).
Az ikrákkal szaporodó halcsaládokhoz képest az elevenszülők ivadékai nagyok és jól fejlettek, számuk a születéskor az ikrázókkal ellentétben viszonylag kicsi. A születés után önállóan élnek, először mikroszkopikus planktonikus szervezetekkel, férgekkel, algákkal táplálkoznak. 3—6 hetesen már ivarérettek, a hímek kifejlesztik párzószervüket és kialakul végleges színezetük is.